# Toundra des hauts-plateaux de Davis
Localisation
La toundra des hauts-plateaux de Davis (Davis Highlands tundra) est une écorégion terrestre nord-américaine du type toundra du World Wildlife Fund

## Répartition
Cette écorégion recouvre les régions montagneuses du nord de l'île de Baffin (région de la baie de Davis (en))  

## Climat
La température moyenne annuelle est de -11,5⁰C.  La température estivale moyenne est de 1⁰C et la température hivernale moyenne est de -23⁰C.  Les précipitations annuelles oscillent entre 100 et 400mm, sauf dans la péninsule de Cumberland où les précipitations atteignent 400 à 600 mm. 

## Caractéristiques biologiques
La végétation de la toundra des hautes-terres de Davis se caractérise par une couverture discontinue de mousses, de lichens et d'herbacées résistantes au froid tels les carex et les eriophorums.  L'île Bylot supporte une importante populations nicheuse d'oies des neiges, de guillemot de Brünnich et de mouette tridactyle. 

## Conservation
On estime que 98 % de cette écorégion est toujours intacte. 